# Diplotaxis pitardiana
Diplotaxis pitardiana là một loài thực vật có hoa trong họ Cải. Loài này được Maire mô tả khoa học đầu tiên năm 1918.